# Брюн, Жан
Жан Брюн (25 октября 1869, Тулуза — 25 августа 1930, Булонь-Бийанкур) — французский географ. Ввёл в науку термин «социальная география».

## Биография
Родился в семье профессора математики. Окончил Высшую нормальную школу в Париже, затем Лионский университет; в 1892 году стал профессором истории и географии. По совету Поля Видаля де ла Блаша более года провёл в Испании, где учился и собирал материалы для своей будущей диссертации. Диссертация была защищена в 1902 году, темой исследования стала ирригация на Пиренейском полуострове и в Северной Африке и её организация. В 1896 году во Фрибуре он впервые в науке употребил термин «социальная география», а в 1907 году в Лозанне — термин «социально-экономическая география». После 1912 года профессор Коллеж де Франс. В 1913 году принял предложение банкира и филантропа Альбера Кана принять научное руководство над Archives de la planète, музеем, включавшим собрание коллекций географических фотографий со всего мира.
В 1927 году был избран членом Академии моральных и политических наук, но полноценной академической карьеры сделать не смог — в первую очередь из-за своих необычных для того времени научных и политических взглядов (поддерживал одновременно социалистическое и католическое движение Sillon). За свою жизнь опубликовал большое количество работ, в которых стремился популяризировать социальную географию, но признание получил лишь в последние годы жизни.

## Основные работы
- Ирригация: её географические условия, методы и организация в засушливых и пустынных зонах Испании и Северной Африки (L'irrigation. Ses conditions géographiques. Ses modes et son organisation dans les zones arides et désertiques de l'Espagne et du Nord de l'Afrique, 1902)
- География истории: география мира и войны на суше и на море (Géographie de l'histoire. Géographie de la paix et de la guerre sur terre et sur mer, 1921) – написана совместно с Камиллем Валло
- География человека (La géographie humaine, 1925) в 2 томах